# Belfast (pel·lícula)
Belfast és una pel·lícula de comèdia dramàtica britànica del 2021, escrita i dirigida per Kenneth Branagh. La pel·lícula és protagonitzada per Caitríona Balfe, Judi Dench, Jamie Dornan, Ciarán Hinds, Colin Morgan i Jude Hill. La pel·lícula, que Branagh ha descrit com la seva "pel·lícula més personal", se centra en la infància d'un nen en el Belfast turbulent dels anys 60. S'ha subtitulat al català.
Belfast es va estrenar al 48è Telluride Film Festival el 2 de setembre de 2021, i el mateix any va guanyar el People's Choice Award al Festival Internacional de Cinema de Toronto. Va ser nomenada una de les millors pel·lícules del 2021 per la National Board of Review i empatada amb The Power of the Dog per les set nominacions principals als 79è Premis Globus d'Or, inclosa la millor pel·lícula dramàtica; la pel·lícula va guanyar un Globus d'Or al millor guió. També va empatar amb West Side Story de Steven Spielberg amb onze nominacions principals als 27 Critics' Choice Awards, inclosa la millor pel·lícula.

## Argument
Ambientada a Irlanda del Nord, estiu del 1969 en Buddy (Jude Hill), viu amb la seva mare (Caitriona Balfe), el seu pare (Jamie Dornan), treballa a Anglaterra i torna a casa molt de tant en tant. Compten amb l’ajuda dels seus avis i sogres (Judi Dench i Ciarán Hinds), i de tot un barri que se sent com una gran família malgrat la diferència religiosa que està destrossant la convivència. Els grups radicals de protestants intenten fer fora de la capital nord-irlandesa els grups catòlics, en el que va ser l'inici del període de violència i d'agitació política conegut com The Troubles.
La família d’en Buddy és protestant, per la qual cosa tenen dificultats tant pel fet de viure en una zona catòlica, com per guanyar-se les enemistats del bàndol violent, que volen reclutar-los a les seves files.

## Repartiment
- Jude Hill: Buddy
- Caitriona Balfe: "Ma", mare d'en Buddy
- Jamie Dornan: "Pa", pare d'en Buddy
- Judi Dench: "Granny", àvia d'en Buddy
- Ciarán Hinds: "Pop", avi d'en Buddy
- Lewis McAskie: Will, germà gran d'en Buddy
- Josie Walker: tieta Violet
- Frankie Hastings: tieta Mary
- Máiréad Tyers: tieta Elieen
- Caolan McCarthy: oncle Sammie
- Ian Dunnett: oncle Tony
- Nessa Eriksson: cosina Vanessa
- Michael Maloney: Frankie West
- Lara McDonnell: Moira
- Chris McCurry: Mr. Stewart
- Olivia Flanagan: Mary Kavanagh
- Samuel Menhinick: Paddy Kavanagh
- Drew Dillon: Mr Kavanagh
- Turlough Convery: Minister
- Colin Morgan: Billy Clanton
- Conor MacNeill: McLaury
- Vanessa Ifediora: Miss Lewis
- Olive Tennant: Catherine
- Gerard Horan: Mackie
- Oliver Savell: Ronnie boyd